# هافيلاند إتش لوند
هافيلاند إتش لوند (بالإنجليزية: Haviland H. Lund)‏ هي ناشِطة أمريكية، ولدت في 25 ديسمبر 1871 في أدريان في الولايات المتحدة، وتوفيت في 23 ديسمبر 1940.